# Monoon
Monoon là chi thực vật có hoa trong họ Annonaceae.
Các loài trong chi này được ghi nhận tại tiểu lục địa Ấn Độ, Đông Dương, Malesia, New Guinea và Australia, với sự du nhập vào Tây Phi (Cameroon) cũng như Trinidad và Tobago. Một loạt các loài được chuyển vào đây từ chi Polyalthia.

## Các loài
Plants of the World Online hiện tại công nhận các loài sau:
- Monoon acuminatum (Thwaites) B.Xue & R.M.K.Saunders, 2012
- Monoon amischocarpum (I.M.Turner) B.Xue & R.M.K.Saunders, 2012
- Monoon anomalum (Becc.) B.Xue & R.M.K.Saunders, 2012
- Monoon asteriellum (Ridl.) B.Xue & R.M.K.Saunders, 2012
- Monoon australe (Benth.) B.Xue & R.M.K.Saunders, 2012
- Monoon barnesii (Merr.) B.Xue & R.M.K.Saunders, 2012
- Monoon bathrantherum I.M.Turner, 2013
- Monoon bemban  Miq., 1865
- Monoon borneense (H.Okada) B.Xue & R.M.K.Saunders, 2012
- Monoon brevipedunculatum (Boerl.) B.Xue & R.M.K.Saunders, 2012
- Monoon chloranthum (K.Schum. & Lauterb.) B.Xue & R.M.K.Saunders, 2012
- Monoon chloroxanthum Miq., 1865
- Monoon coffeoides (Thwaites ex Hook.f. & Thomson) B.Xue & R.M.K.Saunders, 2012
- Monoon congestum (Ridl.) B.Xue & R.M.K.Saunders, 2012
- Monoon congregatum (King) B.Xue & R.M.K.Saunders, 2012
- Monoon coriaceum (Ridl.) B.Xue & R.M.K.Saunders, 2012
- Monoon costigerum Miq., 1865
- Monoon cratiense  (Bân) B.Xue & R.M.K.Saunders, 2012
- Monoon cupulare  (King) B.Xue & R.M.K.Saunders, 2012
- Monoon daclacense  (Bân) B.Xue & R.M.K.Saunders, 2012 - Ni cô sanh.
- Monoon elongatum  (Merr.) B.Xue & R.M.K.Saunders, 2012
- Monoon erianthoides  (Airy Shaw) B.Xue & R.M.K.Saunders, 2012
- Monoon fragrans  (Dalzell) B.Xue & R.M.K.Saunders, 2012
- Monoon fuscum  (King) B.Xue & R.M.K.Saunders, 2012
- Monoon gigantifolium  (Merr.) B.Xue & R.M.K.Saunders, 2012
- Monoon glabrum  (Hook.f. & Thomson) B.Xue & R.M.K.Saunders, 2012
- Monoon grandiflorum  (Becc.) B.Xue & R.M.K.Saunders, 2012
- Monoon grandifolium  (Elmer) B.Xue & R.M.K.Saunders, 2012
- Monoon harmandii  (Pierre) B.Xue & R.M.K.Saunders, 2012 - Nhọc Harmand, quần đầu Harmand.
- Monoon hookerianum  (King) B.Xue & R.M.K.Saunders, 2012
- Monoon hypogaeum  (King) B.Xue & R.M.K.Saunders, 2012
- Monoon jucundum  (Pierre) B.Xue & R.M.K.Saunders, 2012 - Ma trinh, Mã trình, nhọc lá dài.
- Monoon kingii  (Baker f.) B.Xue & R.M.K.Saunders, 2012
- Monoon klemmei  (Elmer) B.Xue & R.M.K.Saunders, 2012
- Monoon lateriflorum  (Blume) Miq., 1865 - Loài điển hình
- Monoon laui  (Merr.) B.Xue & R.M.K.Saunders, 2012 - Quần đầu lau, nhọc lá to.
- Monoon liukiuense  (Hatus.) B.Xue & R.M.K.Saunders, 2012
- Monoon longifolium  (Sonn.) B.Xue & R.M.K.Saunders, 2012
- Monoon longipes  Miq., 1865
- Monoon macranthum  (King) B.Xue & R.M.K.Saunders, 2012
- Monoon magnoliiflorum  (Maingay ex Hook.f. & Thomson) B.Xue & R.M.K.Saunders
- Monoon malayanum  I.M.Turner & Utteridge, 2015
- Monoon membranifolium  (J.Sinclair) B.Xue & R.M.K.Saunders, 2012
- Monoon merguiense  (Chatterjee) B.Xue & R.M.K.Saunders, 2012
- Monoon merrillii  (Kaneh.) I.M.Turner & Utteridge, 2017
- Monoon michaelii  (C.T.White) B.Xue & R.M.K.Saunders, 2012
- Monoon mindanaense  (Elmer) B.Xue & R.M.K.Saunders, 2012
- Monoon namkadingense  Soulad. & Tagane, 2018
- Monoon nitidum  (A.DC.) I.M.Turner, 2015
- Monoon oblongifolium  (C.B.Rob.) B.Xue & R.M.K.Saunders, 2012
- Monoon obtusum  (Craib) B.Xue & R.M.K.Saunders, 2012 - Quần đầu tà, màu cau.
- Monoon oligocarpum Miq., 1865
- Monoon pachypetalum  I.M.Turner & Utteridge, 2017
- Monoon pachyphyllum  (King) B.Xue & R.M.K.Saunders, 2012
- Monoon paradoxum  (Becc.) B.Xue & R.M.K.Saunders, 2012
- Monoon patinatum  (Jessup) B.Xue & R.M.K.Saunders, 2012
- Monoon polycarpum  (Burck) B.Xue & R.M.K.Saunders, 2012
- Monoon praestigiosum  (J.Sinclair) B.Xue & R.M.K.Saunders, 2012
- Monoon ramiflorum  (Merr.) B.Xue & R.M.K.Saunders, 2012
- Monoon salomonicum  I.M.Turner & Utteridge, 2017
- Monoon sclerophyllum  (Hook.f. & Thomson) B.Xue & R.M.K.Saunders, 2012
- Monoon shendurunii  (Basha & Sasidh.) B.Xue & R.M.K.Saunders, 2012
- Monoon simiarum  (Buch.-Ham. ex Hook.f. & Thomson) B.Xue & R.M.K.Saunders, 2012 - Quần đầu khỉ, nhọc đen.
- Monoon sublanceolatum Miq., 1865
- Monoon sympetalum  (Merr.) B.Xue & R.M.K.Saunders, 2012
- Monoon thorelii  (Pierre) B.Xue & R.M.K.Saunders, 2012 - Lèo heo, ngẵng chày, quần đầu Thorel, ngấn chày.
- Monoon tirunelveliense  (M.B.Viswan. & Manik.) B.Xue & R.M.K.Saunders, 2012
- Monoon vietnamensis N.S.Lý, 2017
- Monoon viride  (Craib) B.Xue & R.M.K.Saunders, 2012
- Monoon xanthopetalum  (Merr.) B.Xue & R.M.K.Saunders, 2012
- Monoon zamboangaense  (Merr.) B.Xue & R.M.K.Saunders, 2012

## Hình ảnh

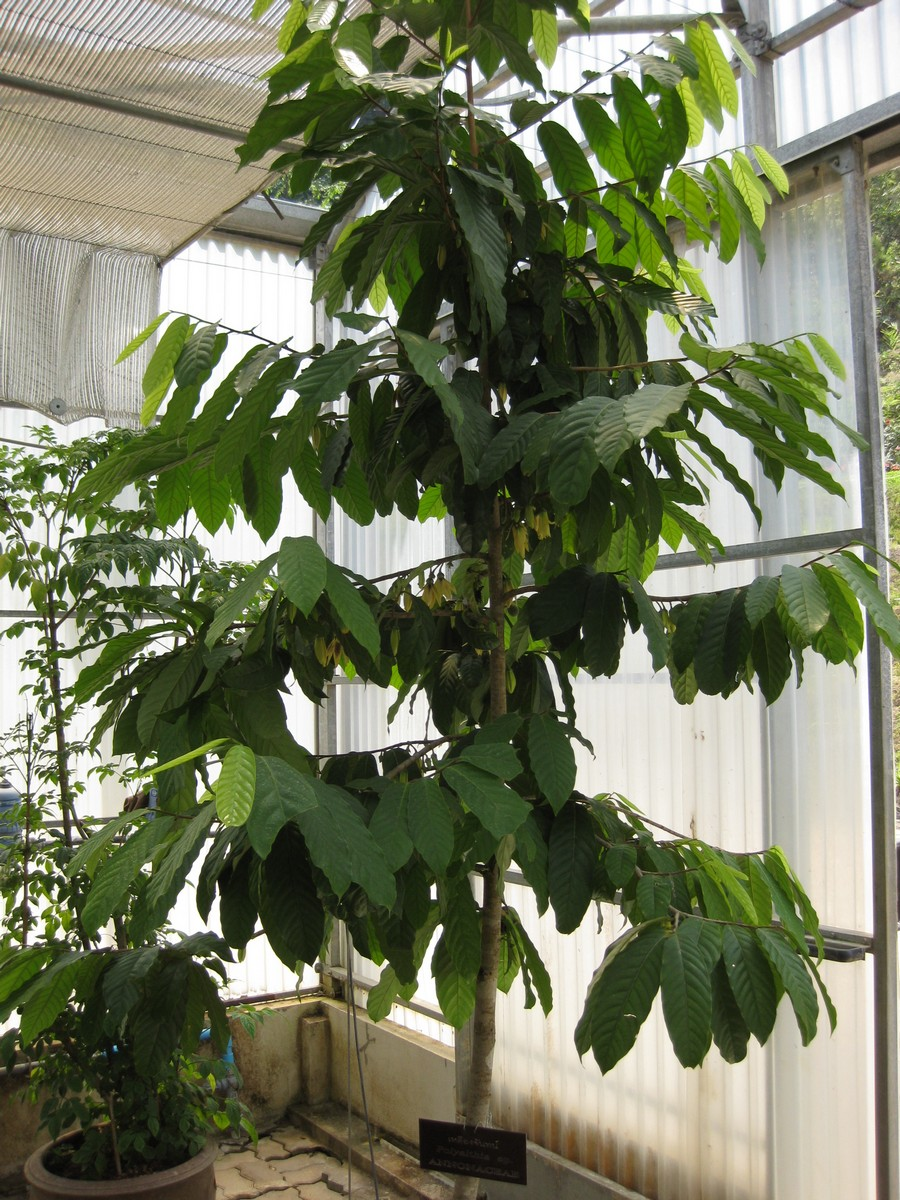
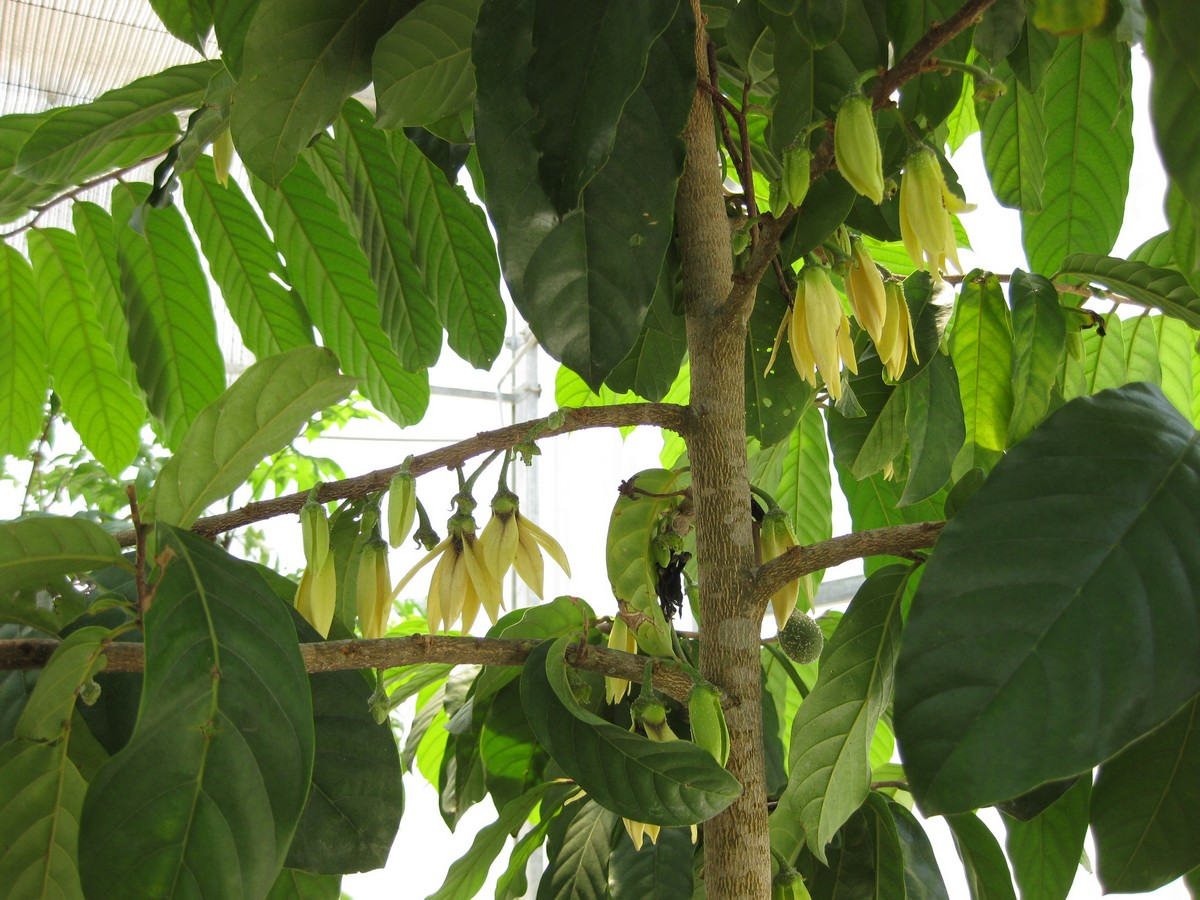
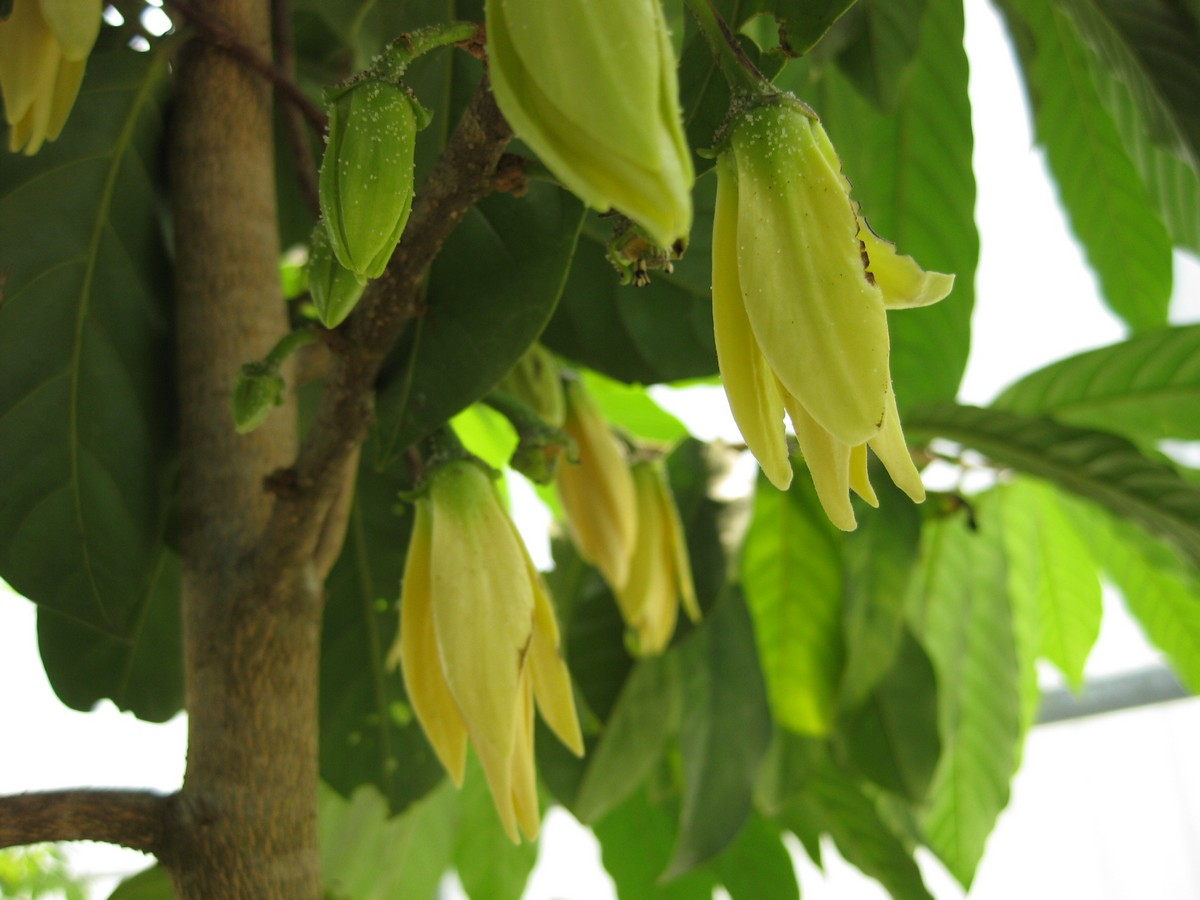
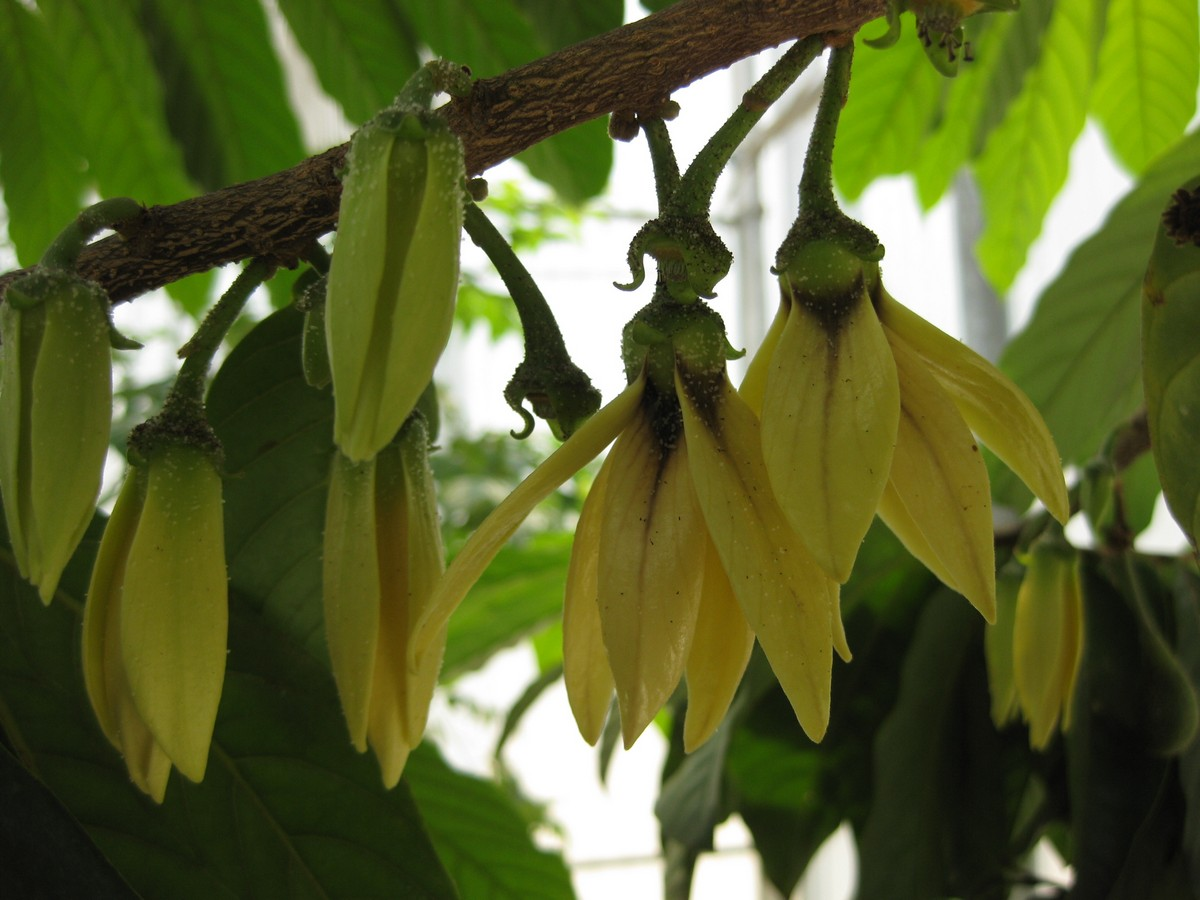